# 戸張胤茂
戸張 胤茂（とばり たねしげ、1947年（昭和22年）3月11日 - ）は、日本の政治家。元埼玉県吉川市長（4期）。

## 来歴
埼玉県北葛飾郡吉川町（現・吉川市）出身。埼玉県立杉戸農業高等学校卒。吉川町議会議員を経て（1996年の市制施行により吉川市議会議員）、1999年、吉川市長深井誠の死去による市長選挙に立候補し、初当選する。2003年の選挙でも再選。2007年の選挙は無投票で三選。2011年の選挙で四選した。2015年の選挙で落選、市長を退任した。